# Eragrostis dyskritos
Eragrostis dyskritos är en gräsart som beskrevs av Lasut. Eragrostis dyskritos ingår i släktet kärleksgrässläktet, och familjen gräs. Inga underarter finns listade i Catalogue of Life.